# Південно-Центральна область (Буркіна-Фасо)
Південно-Центральна (фр. Centre-Sud) - область на півдні Буркіна-Фасо.
- Адміністративний центр - місто Манга.
- Площа - 11 313 км², населення - 638 379 осіб (2006 рік).

Чинний губернатор - Поліна Хіен Вінкун.

## Географія
На заході межує з Західно-Центральною областю, на півночі - з Центральною областю та областю Центральне Плато, на сході - з Східно-Центральною областю, на півдні - з Ганою. 

## Адміністративний поділ
В адміністративному відношенні Південно-Центральна область підрозділяється на 3 провінції:
| Провінція | Адм. центр | Населення, чол. (2006) |
| --------- | ---------- | ---------------------- |
| Базега    | Комбісірі  | 238 202                |
| Нахурі    | По         | 155 463                |
| Зундвеого | Манга      | 244 714                |